# Mealhada (freguesia)
A Freguesia da Mealhada foi uma freguesia portuguesa do Município da Mealhada, no Distrito de Aveiro, a qual tinha 9,99 km² de área e 4 522 habitantes (2011), e, por isso, uma densidade populacional de 452,7 hab/km².
A Freguesia da Mealhada foi extinta (agregada) pela reorganização administrativa de 2012/2013, sendo o seu território integrado na então criada Freguesia de Mealhada, Ventosa do Bairro e Antes.
Foi criada a 24 de Junho de 1944 por desanexação da freguesia da Vacariça, à qual desde sempre tinha pertencido, mais de cem anos após a criação do concelho de Mealhada (1836). Lugares da antiga Freguesia da Mealhada: Sernadelo, Cardal, São Romão, Reconco, Pedrinhas, Ponte de Casal Comba, Mealhada (centro), Póvoa da Mealhada.
A vila da Mealhada, sede da freguesia, foi elevada à categoria de cidade em 26 de Agosto de 2003. A cidade de Mealhada é servida pela Linha do Norte, A1 e EN1. Tem diversas escolas, um liceu, Casa do Povo, Bombeiros, GNR, Hospital, Casa da Cultura, Cinema-Teatro e Tribunal de Comarca.

## População
| 1950  | 1960  | 1970  | 1981  | 1991  | 2001  | 2011  |
| 2.242 | 2.414 | 2.509 | 3.112 | 3.032 | 4.043 | 4.522 |

Criada pelo decreto-lei nº 33.370, de 24/06/1944, abrangndo os lugares de Cardal, Pedrinhas, Reconco, S. Romão, Sernadelo, a povoação do mesmo nome e seus termos, actualmente pertencentes à freguesia de Vacariça.

## Gastronomia
Como se pode verificar pelo brasão, a Mealhada é especialmente conhecida pela sua gastronomia, da qual ressalta o leitão assado, os vinhos e espumantes da Bairrada, de qualidade reconhecida. Tem caves do vinho.
A Mealhada integra a região vinícola da Bairrada.
Urbanisticamente pertence a GAM de Coimbra.